# Сапронов, Николай Сергеевич
Николай Сергеевич Сапронов (11 сентября 1937 года, Владивосток, СССР — 29 июня 2019 года, Санкт-Петербург, Россия) — советский и российский фармаколог, почётный доктор ИЭМ, член-корреспондент РАМН (1999), член-корреспондент РАН (2014).

## Биография
Родился 11 сентября 1937 года во Владивостоке.
В 1962 году — окончил Ленинградский санитарно-гигиенический медицинский институт, затем 2 года работал главным санитарным врачом одного из целинных районов Оренбургской области.
В 1964 году — поступил в аспирантуру Института экспериментальной медицины (научный руководитель — фармаколог, академик АМН СССР С. В. Аничков), а в 1968 году — защитил кандидатскую диссертацию и был оставлен в отделе фармакологии ИЭМ, где в дальнейшем работал, пройдя путь от младшего научного сотрудника до руководителя лаборатории экспериментальной фармакологии (с 1985 года) и заместителя директора института по научной работе (1990), а с 1995 года — руководитель отдела нейрофармакологии имени академика С. В. Аничкова, в период с 2009 по 2010 годы — исполнял обязанности директора института, с 2011 года до конца жизни — главный научный сотрудник отдела нейрофармакологии.
В 1980 году — защитил докторскую диссертацию.
В 1992 году — присвоено учёное звание профессора.
В 1999 году — избран членом-корреспондентом РАМН.
В 2014 году — стал членом-корреспондентом РАН (в рамках присоединения РАМН и РАСХН к РАН).
Умер 29 июня 2019 года.

## Научная деятельность
Специалист в области нейрофармакологии и нейроэндокринологии.
Проводил исследования по поиску новых нейротропных средств для фармакокоррекции поражений нервной системы и заболеваний внутренних органов, в генезе которых ведущим является нейрогенный фактор, изучал роли моноаминергических структур мозга в регуляции эндокринных функций организма и участия гормональных факторов в формировании высших функций мозга.
Автор более 520 научных работ, числе которых 11 монографий и книг, 16 патентов на новые лекарственные препараты и способы лечения различных заболеваний.
Под его руководством подготовлено 5 докторов и 16 кандидатов наук.
Монографии:
- «Фармакология гипофизарно-надпочечниковой системы» (1998);
- «Гормоны гипоталамо-гипофизарно-тиреоидной системы и мозг» (2002);
- «Гормоны гипоталамо-гипофизарнонадпочечниковой системы и мозг» (2005).

## Награды
- Заслуженный деятель науки Российской Федерации (1996)[3]
- Премия администрации Краснодарского края в области науки за 2013 год (8 мая 2014) — за монографию «Антиангинальные средства: физиологическая о молекулярная фармакология, стратегия и тактика клинического применения»